# Apus unicolor
Il rondone unicolore (Apus unicolor  Jardine, 1830) è un uccello della famiglia Apodidae.